# درآمد شخصی در ایالات متحده

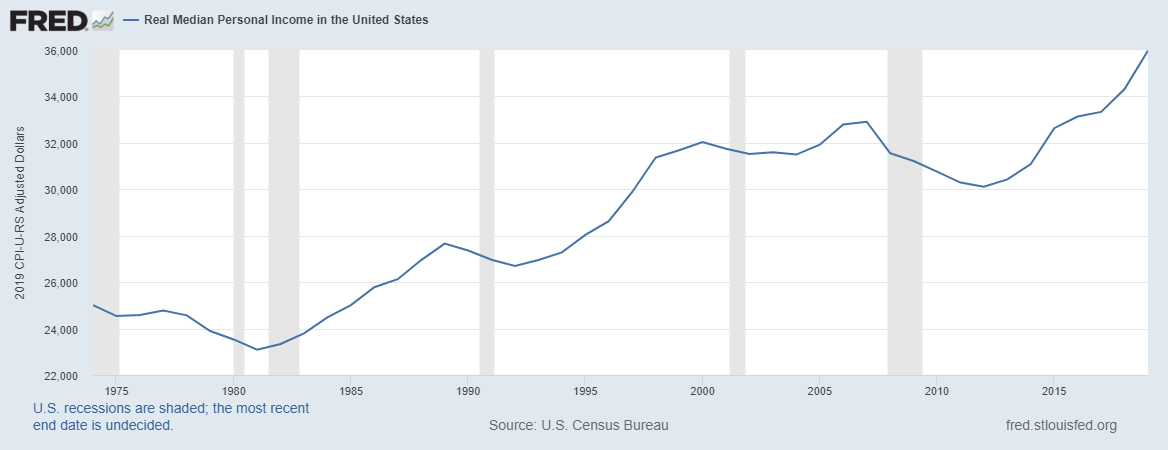
متوسط درآمد شخصی واقعی در ایالات متحده در طول زمان

درآمد شخصی کل درآمد یک فرد از دستمزد، بهره سرمایه‌گذاری و سایر منابع است. در ایالات متحده اداره آمار کار میانگین درآمد شخصی هفتگی ۱۰۳۷ دلار را برای کارگران تمام وقت در سه‌ماهه اول ۲۰۲۲ گزارش کرد اداره سرشماری ایالات متحده میانگین درآمد سالانه را در سال ۲۰۲۰ برای کارگران ۱۵ سال و بالاتر با درآمد و ۵۶۲۸۷ دلار در سال ۲۰۲۰ برای کسانی که تمام وقت در تمام طول سال کار می‌کردند، ۴۱۵۳۵ دلار برآورد کرد.
الگوهای درآمد بر اساس سن، جنس، قومیت و ویژگی‌های تحصیلی مشهود است. در سال ۲۰۰۵، تقریباً نیمی از تمام کسانی که دارای مدرک تحصیلات تکمیلی بودند، جزو ۱۵ درصد از درآمدهای برتر کشور بودند. در میان جمعیت‌های مختلف (جنسیت، وضعیت تأهل، قومیت) برای افراد بالای ۱۸ سال، میانگین درآمد شخصی از ۳۳۱۷ دلار برای یک زن بیکار و متأهل آسیایی آمریکایی تا ۵۵۹۳۵ دلار برای یک آسیایی آمریکایی شاغل تمام وقت و تمام وقت متغیر بود. طبق سرشماری ایالات متحده، مردان بیشتر از زنان درآمد داشتند، در حالی که آسیایی‌ها و سفیدپوستان بیشتر از آمریکایی‌های آفریقایی‌تبار و اسپانیایی تبارها درآمد داشتند.

## آمار درآمد
در ایالات متحده بیشترین استناد به آمار درآمد شخصی، درآمد شخصی دفتر تحلیل اقتصادی و درآمد سرانه پولی اداره سرشماری است. این دو آمار از انواع روش‌های مختلف اندازه‌گیری سرچشمه می‌گیرند - درآمد شخصی از حساب‌های اقتصادی ملی و درآمد پولی از نظرسنجی‌های خانوار. آمار BEA درآمد شخصی را با معیارهای تولید، از جمله تولید ناخالص داخلی مرتبط می‌کند و شاخصی برای هزینه‌های مصرف‌کننده در نظر گرفته می‌شود. آمارهای اداره سرشماری جزئیاتی را در مورد توزیع درآمد و جمعیت‌شناسی ارائه می‌دهد و برای تولید آمار رسمی فقر کشور استفاده می‌شود.

### درآمد شخصی و درآمد شخصی قابل تصرف
درآمد شخصی BEA درآمدی را که افراد از مشارکت در تولید، از نقل و انتقالات دولتی و تجاری، نگهداری اوراق بهادار دارای بهره و سهام شرکت‌ها دریافت می‌کنند، اندازه‌گیری می‌کند. درآمد شخصی همچنین شامل درآمدهای دریافتی توسط مؤسسات غیرانتفاعی خدماتی به خانوارها، صندوق‌های رفاهی خصوصی غیربیمه‌شده و صندوق‌های امانی خصوصی است. BEA همچنین درآمد شخصی یکبار مصرف را منتشر می‌کند که درآمد در دسترس خانوارها را پس از پرداخت مالیات بر درآمد فدرال، ایالتی و محلی اندازه‌گیری می‌کند.
درآمد حاصل از تولید هم توسط کار افراد (مثلاً به شکل دستمزد و حقوق و درآمد مالکان) و هم توسط سرمایه ای که آنها در اختیار دارند (به شکل درآمد اجاره ای افراد) ایجاد می‌شود. درآمدی که از تولید در دوره جاری به دست نمی‌آید - مانند دریافتی سرمایه که به تغییرات قیمت دارایی‌ها در طول زمان مربوط می‌شود، مستثنی می‌شود.
برآوردهای درآمد شخصی ماهانه BEA یکی از چندین شاخص کلیدی اقتصاد کلان است که دفتر ملی تحقیقات اقتصادی ایالات متحده هنگام تعیین چرخه تجاری در نظر می‌گیرد.
درآمد شخصی و درآمد شخصی قابل تصرف هم به صورت کل و هم به صورت آمار سرانه ارائه می‌شود. BEA برآوردهای ماهانه درآمد شخصی برای کشور، برآوردهای فصلی درآمد شخصی ایالتی و برآوردهای سالانه درآمد شخصی منطقه محلی را تولید می‌کند. اطلاعات بیشتر در وب سایت BEA یافت می‌شود.

### درآمد پولی سرشماری
اداره سرشماری داده‌های درآمدی را در چندین نظرسنجی مهم جمع‌آوری می‌کند، از جمله مکمل سالانه اجتماعی و اقتصادی (ASEC) از نظرسنجی جمعیت فعلی (CPS)، بررسی درآمد و مشارکت در برنامه (SIPP)، و نظرسنجی جامعه آمریکایی (ACS). CPS منبع برآوردهای رسمی ملی از فقر و پر استنادترین و مهم‌ترین منبع برآورد درآمد سالانه خانوار برای ایالات متحده آمریکاست.
معیار CPS از درآمد پولی به عنوان کل درآمد نقدی قبل از مالیات دریافتی توسط مردم به‌طور منظم تعریف می‌شود، بدون احتساب پرداخت‌های یکجا و بدون احتساب سود سرمایه.
اداره سرشماری همچنین برآوردهای جایگزینی از درآمد و فقر بر اساس تعاریف گسترده‌تری از درآمد ایجاد می‌کند که شامل بسیاری از این مؤلفه‌های درآمدی می‌شود که در درآمد پولی لحاظ نمی‌شوند.
اداره سرشماری تخمین‌های درآمد پول خانوار را به‌عنوان میانه، درصد توزیع بر اساس دسته‌های درآمد و بر اساس سرانه منتشر می‌کند. برآوردها بر اساس مشخصات جمعیتی خانوارها و ترکیب خانوارها در دسترس است.

## با پیشرفت تحصیلی
| اندازه گرفتن        | کمی تحصیلات دبیرستانی | فارغ‌التحصیل دبیرستان | فلان کالج  | مدرک کاردانی | لیسانس یا بالاتر | مدرک کارشناسی | مدرک کارشناسی ارشد | مدرک حرفه ای | مدرک دکترا   |
| ------------------- | --------------------- | -------------------- | ---------- | ------------ | ---------------- | ------------- | ------------------ | ------------ | ------------ |
| افراد، بدون درآمد   | ۲۴۵۷۶ دلار            | ۳۳۶۶۹ دلار           | ۳۷۹۶۸ دلار | ۳۷۹۶۸ دلار   | ۶۱۴۴۰ دلار       | ۵۶۵۹۲ دلار    | ۷۰٬۶۰۸ دلار        | ۹۱۵۳۸ دلار   | ۷۹۲۳۱ دلار   |
| مرد، بدون درآمد     | ۲۲۲۱۴ دلار            | ۳۲٬۳۰۷ دلار          | ۳۹۸۲۳ دلار | ۴۳۷۸۵ دلار   | ۷۰٬۴۳۷ دلار      | ۶۲٬۳۰۴ دلار   | ۷۸۲۲۲ دلار         | ۱۱۱٬۸۸۱ دلار | ۹۱٬۶۰۴ دلار  |
| زن، بدون درآمد      | ۲۰۷۸۴ دلار            | ۲۸۸۹۶ دلار           | ۳۳۳۶۰ دلار | ۳۳۳۶۰ دلار   | ۵۴٬۴۸۰ دلار      | ۴۹٬۲۴۸ دلار   | ۶۱۲۰۰ دلار         | ۶۵۰۱۲ دلار   | ۶۸۸۸۷ دلار   |
| افراد شاغل تمام وقت | ۳۰۵۹۸ دلار            | ۳۸۱۰۲ دلار           | ۴۳۳۷۷ دلار | ۴۷۴۰۱ دلار   | ۷۱۲۲۱ دلار       | ۶۴۰۷۴ دلار    | ۷۷۲۸۵ دلار         | ۱۱۷٬۶۷۹ دلار | ۱۰۱٬۳۰۷ دلار |

رشته تحصیلی به‌طور قابل توجهی بر پتانسیل درآمد تأثیر می‌گذارد، و هر چه تحصیلات خاص تر تفکیک شود، واریانس بیشتر است. به عنوان مثال، نظرسنجی جامعه آمریکا در سال ۲۰۱۳–۲۰۱۵ میانگین درآمد کارگران ۲۵ تا ۳۴ ساله را از ۲۴۰۳۰ دلار برای مدرک لیسانس در هنر و علوم انسانی تا ۶۸۱۴۳ دلار برای مدرک کارشناسی مهندسی گزارش کرد. گزارشی در سال ۲۰۱۱ توسط دانشگاه جورج تاون در مورد افراد شاغل تمام وقت نشان داد که درآمد متوسط برای رشته‌های خاص از ۲۹۰۰۰ دلار برای روانشناسی مشاوره تا ۱۲۰۰۰۰ دلار برای مهندسی نفت متغیر است.

## توزیع درآمد
از بین آن دسته از افراد با درآمدی که بیش از ۱۵ سال سن داشتند، تقریباً ۵۰٪ درآمدهای زیر ۳۰۰۰۰ دلار داشتند در حالی که ۱۰٪ برتر درآمدی بیش از ۹۵۰۰۰ دلار در سال در سال 2015. توزیع درآمد بین افراد به‌طور قابل توجهی با درآمد خانوار متفاوت است، زیرا ۳۹٪ از کل خانوارها دارای دو یا بیشتر درآمد هستند. در نتیجه، ۲۵ درصد از خانوارها درآمدی بالاتر از ۱۰۰۰۰۰ دلار دارند، حتی ۹٫۲ درصد از آمریکایی‌ها در سال ۲۰۱۰ بیش از ۱۰۰٬۰۰۰ دلار درآمد داشتند.
به عنوان یک نقطه مرجع، حداقل دستمزد ایالات متحده ازسال ۲۰۰۹٬۷٫۲۵ دلار در ساعت یا ۱۵۰۸۰ دلار برای ۲۰۸۰ ساعت در یک سال کاری معمولی بوده‌است. حداقل دستمزد تقریباً ۲۵ درصد بیشتر از سطح درآمد فقر رسمی تعیین شده توسط دولت ایالات متحده برای یک واحد تک نفره (قبل از کسر مالیات) و حدود ۶۳ درصد از سطح فقر تعیین شده برای یک خانواده چهار نفره، با فرض تنها یک کارگر (قبل از کسر مالیات) است. (به فقر در ایالات متحده مراجعه کنید). دستمزد سالانه ۳۰۱۶۰ دلار؛ $۴۵٬۲۴۰; ۷۵۴۰۰ دلار؛ ۱۵۰۸۰۰ دلار و ۱٫۵ میلیون دلار به ترتیب معادل ۲، ۳، ۵، ۱۰ و ۱۰۰ برابر حداقل دستمزد است.

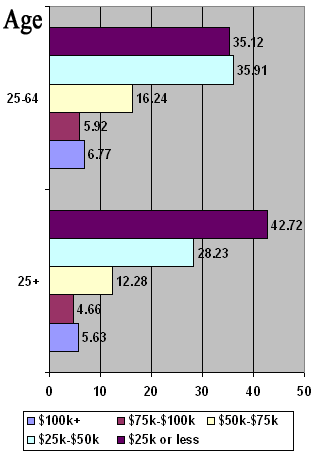
توزیع درآمد بین همه افراد بالای ۲۵ سال و افراد بین ۲۵ تا ۶۴ سال دارای درآمد. توجه: آمار ۲۵+ به دلیل نرخ بیکاری دقیقاً به ۱۰۰٪ نمی‌رسد

منبع: دفتر سرشماری ایالات متحده، بررسی جمعیت فعلی ۲۰۱۶ مکمل سالانه اجتماعی و اقتصادی. منبع درآمد در سال ۲۰۱۵- افراد ۱۵ سال و بالاتر، بر اساس نوع درآمد مشخص شده در سال ۲۰۱۵، سن، نژاد، منشأ اسپانیایی و جنسیت منبع: اداره سرشماری ایالات متحده، بررسی جمعیت فعلی 2016

## با گذشت زمان، بر اساس قومیت و جنسیت
این نمودار میانگین درآمد افراد ۱۵ ساله یا بیشتر است که درآمد غیر صفر دارند. مبالغ به دلار اسمی و دلار واقعی نشان داده شده‌است.
|                              |    | ۱۹۵۰                   | ۱۹۶۰                   | ۱۹۷۰                     | ۱۹۸۰                      | ۱۹۹۰                      | ۲۰۰۰                      | ۲۰۰۴                      | ۲۰۱۶                      |
| ---------------------------- | -- | ---------------------- | ---------------------- | ------------------------ | ------------------------- | ------------------------- | ------------------------- | ------------------------- | ------------------------- |
| به‌طور کلی                    | نر | ۲۵۷۰ دلار (۲۶۲۷۰ دلار) | ۴۰۸۰ دلار (۳۳۹۴۰ دلار) | ۶۶۷۰ دلار (۴۲۲۷۰ دلار)   | ۱۲۵۳۰ دلار (۳۷۵۳۰ دلار)   | ۲۰۲۹۳ دلار (۳۸۲۱۰ دلار)   | ۲۸٬۳۴۳ دلار (۴۰٬۴۹۰ دلار) | ۳۰۵۱۳ دلار (۳۹۷۴۰ دلار)   | ۳۸۸۶۹ دلار (۳۸۸۶۹ دلار)   |
| به‌طور کلی                    | زن | ۹۵۳ دلار (۹۷۴۲ دلار)   | ۱۲۶۱ دلار (۱۰۴۹۰ دلار) | ۲۲۳۷ دلار (۱۴۱۸۰ دلار)   | ۴۹۲۰ دلار (۱۴۶۹۰ دلار)    | ۱۰۰۷۰ دلار (۱۸۹۶۰ دلار)   | ۱۶۰۶۳ دلار (۲۲۹۵۰ دلار)   | ۱۷۶۲۹ دلار (۲۲۹۶۰ دلار)   | ۲۴٬۸۹۲ دلار (۲۴٬۸۹۲ دلار) |
| سفید/آمریکایی اروپایی        | نر | ۲۷۰۹ دلار (۲۷۶۹۰ دلار) | ۴۲۹۶ دلار (۳۵۷۴۰ دلار) | ۷۰۱۱ دلار (۴۴۴۳۰ دلار)   | ۱۳٬۳۲۸ دلار (۳۹٬۷۹۰ دلار) | ۲۱۱۷۰ دلار (۳۹۸۶۰ دلار)   | ۲۹٬۷۹۷ دلار (۴۲٬۵۷۰ دلار) | ۳۱٬۳۳۵ دلار (۴۰٬۸۱۰ دلار) | ۴۰٬۶۳۲ دلار (۴۰٬۶۳۲ دلار) |
| سفید/آمریکایی اروپایی        | زن | ۱۰۶۰ دلار (۱۰۸۴۰ دلار) | ۱۳۵۲ دلار (۱۱۲۵۰ دلار) | ۲۲۶۶ دلار (۱۴۳۶۰ دلار)   | ۴۹۴۷ دلار (۱۴۷۷۰ دلار)    | ۱۰٬۳۱۷ دلار (۱۹٬۴۳۰ دلار) | ۱۶۰۷۹ دلار (۲۲۹۷۰ دلار)   | ۱۷۶۴۸ دلار (۲۲۹۹۰ دلار)   | ۲۵۲۲۱ دلار (۲۵۲۲۱ دلار)   |
| سیاه‌پوست / آفریقایی آمریکایی | نر | ۱۴۷۱ دلار (۱۵۰۴۰ دلار) | ۲۲۶۰ دلار (۱۸۸۰۰ دلار) | ۴٬۱۵۷ دلار (۲۶٬۳۴۰ دلار) | ۸۰۰۹ دلار (۲۳۹۱۰ دلار)    | ۱۲۸۶۸ دلار (۲۴۲۳۰ دلار)   | ۲۱۳۴۳ دلار (۳۰۴۹۰ دلار)   | ۲۲۷۴۰ دلار (۲۹۶۲۰ دلار)   | ۲۹٬۳۷۶ دلار (۲۹٬۳۷۶ دلار) |
| سیاه‌پوست / آفریقایی آمریکایی | زن | ۴۷۴ دلار (۴۸۴۶ دلار)   | ۸۳۷ دلار (۶۹۶۳ دلار)   | ۲۰۶۳ دلار (۱۳۰۷۰ دلار)   | ۴۵۸۰ دلار (۱۳۶۷۰ دلار)    | ۸٬۳۲۸ دلار (۱۵٬۶۸۰ دلار)  | ۱۵۵۸۱ دلار (۲۲۲۶۰ دلار)   | ۱۸٬۳۷۹ دلار (۲۳٬۹۴۰ دلار) | ۲۲۶۹۰ دلار (۲۲۶۹۰ دلار)   |
| آسیایی                       | نر | NA                     | NA                     | NA                       | NA                        | ۱۹٬۳۹۴ دلار (۳۶٬۵۲۰ دلار) | ۳۰٬۸۳۳ دلار (۴۴٬۰۵۰ دلار) | ۳۲٬۴۱۹ دلار (۴۲٬۲۳۰ دلار) | ۴۶۵۹۰ دلار (۴۶۵۹۰ دلار)   |
| آسیایی                       | زن | NA                     | NA                     | NA                       | NA                        | ۱۱۰۸۶ دلار (۲۰۸۷۰ دلار)   | ۱۷۳۵۶ دلار (۲۴۸۰۰ دلار)   | ۲۰۶۱۸ دلار (۲۶۸۶۰ دلار)   | ۲۶۷۷۱ دلار (۲۶۷۷۱ دلار)   |

## بر اساس قومیت و اصل
درآمد شخصی به‌طور قابل توجهی با ویژگی‌های نژادی افراد متفاوت بود و اختلافات نژادی از سال ۱۹۹۶ تا حد زیادی راکد مانده‌است. به‌طور کلی، آسیایی‌های آمریکایی درآمد شخصی متوسط بالاتری نسبت به سایر جمعیت‌شناسی نژادی داشتند. متوسط درآمد آمریکایی‌های آسیایی تقریباً ده درصد بیشتر از سفیدپوستان بود. تنها استثنا در میان دارندگان مدرک تحصیلات تکمیلی بود که ۸٫۹٪ از جمعیت را تشکیل می‌دهند. در میان افرادی که دارای مدرک کارشناسی ارشد، حرفه ای یا دکترا بودند، افرادی که سفید بودند بالاترین میانگین درآمد فردی را داشتند. این شکاف درآمد نژادی نسبتاً کم بود.
کسانی که اسپانیایی یا لاتین تبار بودند (که ممکن است از هر «نژاد» باشند) کمترین درآمد متوسط کلی را داشتند و ۲۸٫۵۱٪ کمتر از سفیدپوستان و ۳۵٪ کمتر از آمریکایی‌های آسیایی آمریکایی درآمد داشتند. دومین شکاف بزرگ نژادی یا قومی بین سفیدپوستان و آمریکایی‌های آفریقایی‌تبار بود که مورد اول تقریباً ۲۲ درصد بیشتر از مورد دوم درآمد داشت؛ بنابراین می‌توان اختلاف قابل توجهی را با درآمد متوسط آسیایی‌ها و سفیدپوستان و آمریکایی‌های آفریقایی‌تبار و اسپانیایی‌ها مشاهده کرد.
به‌طور کلی شکاف نژادی بین آمریکایی‌های آفریقایی‌تبار و سفید پوستان در طول دهه گذشته تقریباً بین هر دو نژاد برابر بوده‌است. هر دو نژاد بین سال‌های ۱۹۹۶ تا ۲۰۰۶ شاهد افزایش درآمد متوسط بودند و رشد درآمد در میان آمریکایی‌های آفریقایی‌تبار کمی از سفیدپوستان پیشی گرفت. در سال ۱۹۹۶ متوسط درآمد سفیدپوستان ۵۹۵۷ دلار (۳۱ درصد) بیشتر از سیاه پوستان بود. در سال ۲۰۰۶، شکاف در درآمد متوسط تقریباً یکسان بود و میانگین درآمد سفیدپوستان ۵۹۲۹ دلار (۲۲٪) بیشتر از درآمد متوسط برای آمریکایی‌های آفریقایی‌تبار بود. در حالی که این شکاف از نظر عددی بدون تغییر باقی مانده‌است، درصد اختلاف بین دو نژاد در نتیجه افزایش متقابل درآمد شخصی متوسط کاهش یافته‌است.
اندازه‌گیری درآمد بر اساس سرانه راه دیگری برای بررسی درآمدهای شخصی بر اساس نژاد است. برخلاف آمار میانه، آمار سرانه تحت تأثیر درآمدهای بسیار بالا و پایین قرار دارد. طبق آمار اداره سرشماری ایالات متحده «درآمد سرانه برای کل جمعیت در سال ۲۰۰۸ ۲۶۹۶۴ دلار، برای سفیدپوستان غیر اسپانیایی ۳۱۳۱۳ دلار، برای سیاه پوستان ۱۸۴۰۶ دلار، برای آسیایی‌ها ۳۰۲۹۲ دلار و برای اسپانیایی‌ها این میزان بود. ۱۵۶۷۴ دلار."

تعداد هزاران نفر در هر گروه درآمدیتعداد هزاران نفر در هر گروه درآمدی
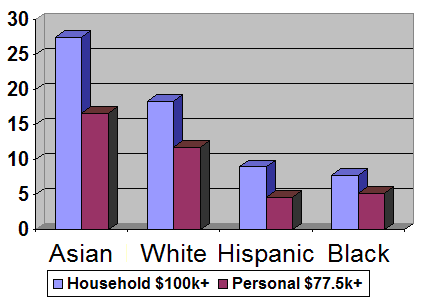
درصد خانوارهای با درآمد شش رقمی و افراد با درآمد در ۱۰ درصد بالا، بیش از ۷۷۵۰۰ دلار
درآمد شخصی متوسط بر اساس نژاد (توجه: می‌تواند گمراه کننده باشد، زیرا "اسپانیایی هاً شامل افراد از همه دسته‌های نژادی می‌شود)درآمد شخصی متوسط بر اساس نژاد (توجه: می‌تواند گمراه کننده باشد، زیرا "اسپانیایی هاً شامل افراد از همه دسته‌های نژادی می‌شود)

| نژاد                                 | نژاد                       | میانگین کلی | دبیرستان | فلان کالج | فارغ‌التحصیل کالج | مدرک کارشناسی | مدرک کارشناسی ارشد | دکتری  |
| ------------------------------------ | -------------------------- | ----------- | -------- | --------- | ---------------- | ------------- | ------------------ | ------ |
| کل جمعیت                             | همه، سن ۲۵+                | ۳۲٬۱۴۰      | ۲۶۵۰۵    | ۳۱٬۰۵۴    | ۴۹٬۳۰۳           | ۴۳٬۱۴۳        | ۵۲٬۳۹۰             | ۷۰٬۸۵۳ |
| کل جمعیت                             | کارگران تمام وقت، سن ۲۵–۶۴ | ۳۹٬۵۰۹      | ۳۱۶۱۰    | ۳۷۱۵۰     | ۵۶٬۰۲۷           | ۵۰٬۹۵۹        | ۶۱٬۳۲۴             | ۷۹۲۹۲  |
| سفید تنها                            | همه، سن ۲۵+                | ۳۳٬۰۳۰      | ۲۷٬۳۱۱   | ۳۱٬۵۶۴    | ۴۹٬۹۷۲           | ۴۳٬۸۳۳        | ۵۲٬۳۱۸             | ۷۱۲۶۸  |
| سفید تنها                            | کارگران تمام وقت، سن ۲۵–۶۴ | ۴۰٬۴۲۲      | ۳۲٬۴۲۷   | ۳۸٬۴۸۱    | ۵۶۹۰۳            | ۵۱٬۵۴۳        | ۶۱٬۴۴۱             | ۷۷۹۰۶  |
| تنها آسیایی                          | همه، سن ۲۵+                | ۳۶٬۱۵۲      | ۲۵٬۲۸۵   | ۲۹۹۸۲     | ۵۱٬۴۸۱           | ۴۲٬۴۶۶        | ۶۱٬۴۵۲             | ۶۹۶۵۳  |
| تنها آسیایی                          | کارگران تمام وقت، سن ۲۵–۶۴ | ۴۲٬۱۰۹      | ۲۷٬۰۴۱   | ۳۳۱۲۰     | ۶۰٬۵۳۲           | ۵۱٬۰۴۰        | ۷۱٬۳۱۶             | ۹۱٬۴۳۰ |
| آفریقایی آمریکایی                    | همه، سن ۲۵+                | ۲۷٬۱۰۱      | ۲۲٬۳۷۹   | ۲۷٬۶۴۸    | ۴۴٬۵۳۴           | ۴۱۵۷۲         | ۴۸۲۶۶              | ۶۱٬۸۹۴ |
| آفریقایی آمریکایی                    | کارگران تمام وقت، سن ۲۵–۶۴ | ۳۲۰۲۱       | ۲۶۲۳۰    | ۳۲٬۳۹۲    | ۴۷٬۷۵۸           | ۴۵٬۵۰۵        | ۵۲٬۸۵۸             | ۷۳٬۲۶۵ |
| اسپانیایی یا لاتین تبار (از هر نژاد) | همه، سن ۲۵+                | ۲۳۶۱۳       | ۲۲۹۴۱    | ۲۸۶۹۸     | ۴۱۵۹۶            | ۳۷٬۸۱۹        | ۵۰۹۰۱              | ۶۷۲۷۴  |
| اسپانیایی یا لاتین تبار (از هر نژاد) | کارگران تمام وقت، سن ۲۵–۶۴ | ۲۷۲۶۶       | ۲۶٬۴۶۱   | ۳۳۱۲۰     | ۴۶۵۹۴            | ۴۱٬۸۳۱        | ۵۳٬۸۸۰             | N/A    |